# Hàm hyperbolic ngược

Một tia qua đường hyperbol đơn vị ở điểm, khi gấp hai lần diện tích giữa tia, đường hyperbol, và trục

Hàm hyperbolic ngược

Trong toán học, hàm hyperbolic ngược hay hàm hyperbolic nghịch đảo là hàm ngược của hàm hyperbolic.
Cho một giá trị của hàm hyperbolic, ta được một hàm hyperbolic ngược tương ứng với một góc hyperbolic tương ứng. Độ lớn góc hyperbolic tương ứng sẽ bằng diện tích của vùng hyperbolic tương ứng của một đường hyperbol xy = 1, hoặc gấp hai lần diện tích của vùng tương ứng của đường hyperbola đơn vị x2 − y2 = 1, khi mà góc tròn gấp hai lần diện tích của hình quạt tròn của đường tròn đơn vị. Nhiều tác giả đã gọi hàm hyperbolic ngược là "hàm diện tích" để nhận ra góc hyperbolic.
Hàm hyperbolic và ngược của chúng diễn ra trong nhiều phương trình vi phân tuyến tính, ví dụ như có phương trình được định nghĩa là đường dây xích, của một vài phương trình bậc ba, tính toán góc và khoảng cách trong hình học hyperbol và phương trình Laplace trong hệ tọa độ Descartes. Phương trình Laplace rất quan trọng trong nhiều lĩnh vực của vật lý, bao gồm điện từ học, trao đổi nhiệt, động lực học chất lưu, và thuyết tương đối hẹp.

## Khái niệm theo Logarit
Hàm hyperbolic là hàm phân thức của ex khi mà tử số và mẫu số có bậc cao nhất là hai, những hàm này có thể được giải bằng ex, khi sử dụng công thức bậc hai; sau đó, lấy logarit tự nhiên cho biểu thức là hàm ngược hyperbolic.
Với số phức, hàm hyperbolic ngược, căn bậc hai và logarit là hàm đa trị, và đẳng thức tiếp theo được xem như là đẳng thức của hàm đa trị.
Cho tất cả những hàm hyperbolic ngược ngoài trừ hàm coth và hàm csch, tập xác định của hàm thực là tập hợp liên thông.

### Hàm sinh ngược
Hàm sinh ngược hay hàm sinh diện tích:
{\displaystyle \operatorname {arsinh} x=\ln \left(x+{\sqrt {x^{2}+1}}\right)}
Tập xác định là số thực.

### Hàm cosh ngược
Hàm cosh ngược hay hàm cosh diện tích:
{\displaystyle \operatorname {arcosh} x=\ln \left(x+{\sqrt {x^{2}-1}}\right)}
Tập xác định là khoảng [1, +∞ ).

### Hàm tanh ngược
Hàm tanh ngược hay hàm tanh diện tích:
{\displaystyle \operatorname {artanh} x={\frac {1}{2}}\ln \left({\frac {1+x}{1-x}}\right)}
Tập xác định là khoảng (−1, 1).

### Hàm coth ngược
Hàm coth ngược hay hàm coth diện tích:
{\displaystyle \operatorname {arcoth} x={\frac {1}{2}}\ln \left({\frac {x+1}{x-1}}\right)}
Tập xác định là phép hợp giữa khoảng (−∞, −1) và khoảng (1, +∞).

### Hàm sech ngược
Hàm sech ngược hay hàm sech diện tích:
{\displaystyle \operatorname {arsech} x=\ln \left({\frac {1}{x}}+{\sqrt {{\frac {1}{x^{2}}}-1}}\right)=\ln \left({\frac {1+{\sqrt {1-x^{2}}}}{x}}\right)}
Tập xác định là khoảng (0, 1].

### Hàm csch ngược
Hàm csch ngược hay hàm csch diện tích:
{\displaystyle \operatorname {arcsch} x=\ln \left({\frac {1}{x}}+{\sqrt {{\frac {1}{x^{2}}}+1}}\right)}
Tập xác định là số thực ngoại trừ 0.

## Công thức bổ sung
{\displaystyle \operatorname {arsinh} u\pm \operatorname {arsinh} v=\operatorname {arsinh} \left(u{\sqrt {1+v^{2}}}\pm v{\sqrt {1+u^{2}}}\right)}
{\displaystyle \operatorname {arcosh} u\pm \operatorname {arcosh} v=\operatorname {arcosh} \left(uv\pm {\sqrt {(u^{2}-1)(v^{2}-1)}}\right)}
{\displaystyle \operatorname {artanh} u\pm \operatorname {artanh} v=\operatorname {artanh} \left({\frac {u\pm v}{1\pm uv}}\right)}
{\displaystyle {\begin{aligned}\operatorname {arsinh} u+\operatorname {arcosh} v&=\operatorname {arsinh} \left(uv+{\sqrt {(1+u^{2})(v^{2}-1)}}\right)\\&=\operatorname {arcosh} \left(v{\sqrt {1+u^{2}}}+u{\sqrt {v^{2}-1}}\right)\end{aligned}}}

## Đồng nhất thức
{\displaystyle {\begin{aligned}2\operatorname {arcosh} x&=\operatorname {arcosh} (2x^{2}-1)&\quad {\hbox{ với }}x\geq 1\\4\operatorname {arcosh} x&=\operatorname {arcosh} (8x^{4}-8x^{2}+1)&\quad {\hbox{ với }}x\geq 1\\2\operatorname {arsinh} x&=\operatorname {arcosh} (2x^{2}+1)&\quad {\hbox{ với }}x\geq 0\\4\operatorname {arsinh} x&=\operatorname {arcosh} (8x^{4}+8x^{2}+1)&\quad {\hbox{ với }}x\geq 0\end{aligned}}}
{\displaystyle \ln(x)=\operatorname {arcosh} \left({\frac {x^{2}+1}{2x}}\right)=\operatorname {arsinh} \left({\frac {x^{2}-1}{2x}}\right)=\operatorname {artanh} \left({\frac {x^{2}-1}{x^{2}+1}}\right)}

## Sự kết hợp giữa hàm hyperbolic và hàm hyperbolic ngược
{\displaystyle {\begin{aligned}&\sinh(\operatorname {arcosh} x)={\sqrt {x^{2}-1}}\quad {\text{với}}\quad |x|>1\\&\sinh(\operatorname {artanh} x)={\frac {x}{\sqrt {1-x^{2}}}}\quad {\text{với}}\quad -1<x<1\\&\cosh(\operatorname {arsinh} x)={\sqrt {1+x^{2}}}\\&\cosh(\operatorname {artanh} x)={\frac {1}{\sqrt {1-x^{2}}}}\quad {\text{với}}\quad -1<x<1\\&\tanh(\operatorname {arsinh} x)={\frac {x}{\sqrt {1+x^{2}}}}\\&\tanh(\operatorname {arcosh} x)={\frac {\sqrt {x^{2}-1}}{x}}\quad {\text{với}}\quad |x|>1\end{aligned}}}

## Sự kết hợp giữa hàm hyperbolic ngược và hàm lượng giác
{\displaystyle \operatorname {arsinh} \left(\tan \alpha \right)=\operatorname {artanh} \left(\sin \alpha \right)=\ln \left({\frac {1+\sin \alpha }{\cos \alpha }}\right)=\pm \operatorname {arcosh} \left({\frac {1}{\cos \alpha }}\right)}
{\displaystyle \ln \left(\left|\tan \alpha \right|\right)=-\operatorname {artanh} \left(\cos 2\alpha \right)}

## Chuyển đổi
{\displaystyle \ln x=\operatorname {artanh} \left({\frac {x^{2}-1}{x^{2}+1}}\right)=\operatorname {arsinh} \left({\frac {x^{2}-1}{2x}}\right)=\pm \operatorname {arcosh} \left({\frac {x^{2}+1}{2x}}\right)}
{\displaystyle \operatorname {artanh} x=\operatorname {arsinh} \left({\frac {x}{\sqrt {1-x^{2}}}}\right)=\pm \operatorname {arcosh} \left({\frac {1}{\sqrt {1-x^{2}}}}\right)}
{\displaystyle \operatorname {arsinh} x=\operatorname {artanh} \left({\frac {x}{\sqrt {1+x^{2}}}}\right)=\pm \operatorname {arcosh} \left({\sqrt {1+x^{2}}}\right)}
{\displaystyle \operatorname {arcosh} x=\left|\operatorname {arsinh} \left({\sqrt {x^{2}-1}}\right)\right|=\left|\operatorname {artanh} \left({\frac {\sqrt {x^{2}-1}}{x}}\right)\right|}

## Đạo hàm
{\displaystyle {\begin{aligned}{\frac {d}{dx}}\operatorname {arsinh} x&{}={\frac {1}{\sqrt {x^{2}+1}}},{\text{ với mọi số thực }}x\\{\frac {d}{dx}}\operatorname {arcosh} x&{}={\frac {1}{\sqrt {x^{2}-1}}},{\text{ với mọi số thực }}x>1\\{\frac {d}{dx}}\operatorname {artanh} x&{}={\frac {1}{1-x^{2}}},{\text{ với mọi số thực }}|x|<1\\{\frac {d}{dx}}\operatorname {arcoth} x&{}={\frac {1}{1-x^{2}}},{\text{ với mọi số thực }}|x|>1\\{\frac {d}{dx}}\operatorname {arsech} x&{}={\frac {-1}{x{\sqrt {1-x^{2}}}}},{\text{ với mọi số thực }}x\in (0,1)\\{\frac {d}{dx}}\operatorname {arcsch} x&{}={\frac {-1}{|x|{\sqrt {1+x^{2}}}}},{\text{ với mọi số thực }}x{\text{, ngoại trừ }}0\\\end{aligned}}}
Ví dụ vi phân: cho θ = arsinh x, vậy (khi sinh2 θ = (sinh θ)2):
{\displaystyle {\frac {d\,\operatorname {arsinh} x}{dx}}={\frac {d\theta }{d\sinh \theta }}={\frac {1}{\cosh \theta }}={\frac {1}{\sqrt {1+\sinh ^{2}\theta }}}={\frac {1}{\sqrt {1+x^{2}}}}.}

## Khai triển biểu thức
Biểu thức sau đây có thể được khai triển:
{\displaystyle {\begin{aligned}\operatorname {arsinh} x&=x-\left({\frac {1}{2}}\right){\frac {x^{3}}{3}}+\left({\frac {1\cdot 3}{2\cdot 4}}\right){\frac {x^{5}}{5}}-\left({\frac {1\cdot 3\cdot 5}{2\cdot 4\cdot 6}}\right){\frac {x^{7}}{7}}\pm \cdots \\&=\sum _{n=0}^{\infty }\left({\frac {(-1)^{n}(2n)!}{2^{2n}(n!)^{2}}}\right){\frac {x^{2n+1}}{2n+1}},\qquad \left|x\right|<1\end{aligned}}}
{\displaystyle {\begin{aligned}\operatorname {arcosh} x&=\ln(2x)-\left(\left({\frac {1}{2}}\right){\frac {x^{-2}}{2}}+\left({\frac {1\cdot 3}{2\cdot 4}}\right){\frac {x^{-4}}{4}}+\left({\frac {1\cdot 3\cdot 5}{2\cdot 4\cdot 6}}\right){\frac {x^{-6}}{6}}+\cdots \right)\\&=\ln(2x)-\sum _{n=1}^{\infty }\left({\frac {(2n)!}{2^{2n}(n!)^{2}}}\right){\frac {x^{-2n}}{2n}},\qquad \left|x\right|>1\end{aligned}}}
{\displaystyle {\begin{aligned}\operatorname {artanh} x&=x+{\frac {x^{3}}{3}}+{\frac {x^{5}}{5}}+{\frac {x^{7}}{7}}+\cdots \\&=\sum _{n=0}^{\infty }{\frac {x^{2n+1}}{2n+1}},\qquad \left|x\right|<1\end{aligned}}}
{\displaystyle {\begin{aligned}\operatorname {arcsch} x=\operatorname {arsinh} {\frac {1}{x}}&=x^{-1}-\left({\frac {1}{2}}\right){\frac {x^{-3}}{3}}+\left({\frac {1\cdot 3}{2\cdot 4}}\right){\frac {x^{-5}}{5}}-\left({\frac {1\cdot 3\cdot 5}{2\cdot 4\cdot 6}}\right){\frac {x^{-7}}{7}}\pm \cdots \\&=\sum _{n=0}^{\infty }\left({\frac {(-1)^{n}(2n)!}{2^{2n}(n!)^{2}}}\right){\frac {x^{-(2n+1)}}{2n+1}},\qquad \left|x\right|>1\end{aligned}}}
{\displaystyle {\begin{aligned}\operatorname {arsech} x=\operatorname {arcosh} {\frac {1}{x}}&=\ln {\frac {2}{x}}-\left(\left({\frac {1}{2}}\right){\frac {x^{2}}{2}}+\left({\frac {1\cdot 3}{2\cdot 4}}\right){\frac {x^{4}}{4}}+\left({\frac {1\cdot 3\cdot 5}{2\cdot 4\cdot 6}}\right){\frac {x^{6}}{6}}+\cdots \right)\\&=\ln {\frac {2}{x}}-\sum _{n=1}^{\infty }\left({\frac {(2n)!}{2^{2n}(n!)^{2}}}\right){\frac {x^{2n}}{2n}},\qquad 0<x\leq 1\end{aligned}}}
{\displaystyle {\begin{aligned}\operatorname {arcoth} x=\operatorname {artanh} {\frac {1}{x}}&=x^{-1}+{\frac {x^{-3}}{3}}+{\frac {x^{-5}}{5}}+{\frac {x^{-7}}{7}}+\cdots \\&=\sum _{n=0}^{\infty }{\frac {x^{-(2n+1)}}{2n+1}},\qquad \left|x\right|>1\end{aligned}}}
Khai triển tiệm cận cho hàm arsinh x được cho bởi
{\displaystyle \operatorname {arsinh} x=\ln(2x)+\sum \limits _{n=1}^{\infty }{\left({-1}\right)^{n-1}{\frac {\left({2n-1}\right)!!}{2n\left({2n}\right)!!}}}{\frac {1}{x^{2n}}}}